# Kulturna psihologija
Kulturna psihologija je polje psihologije, ki temelji na ideji, da sta kultura in um neločjiva, torej ne obstajajo nobeni univerzalni zakoni, po katerih bi um deloval. Posledično to pomeni, da so psihološke teorije osnovane v eni kulturi težko aplicirane v drugi kulturi.